# Зебра Крошея
Зебра Крошея (Equus quagga crawshayi) — підвид рівнинної зебри, що походить із східної Замбії, на схід від річки Луангва, Малаві, південно-східної Танзанії та північного Мозамбіку на південь до району Ґоронґоза. Зебр Крошея можна відрізнити від інших підвидів рівнинних зебр за формою нижніх різців. Зебра Крошея має дуже вузькі смуги порівняно з іншими формами рівнинної зебри.